# Bathinda (Distrikt)

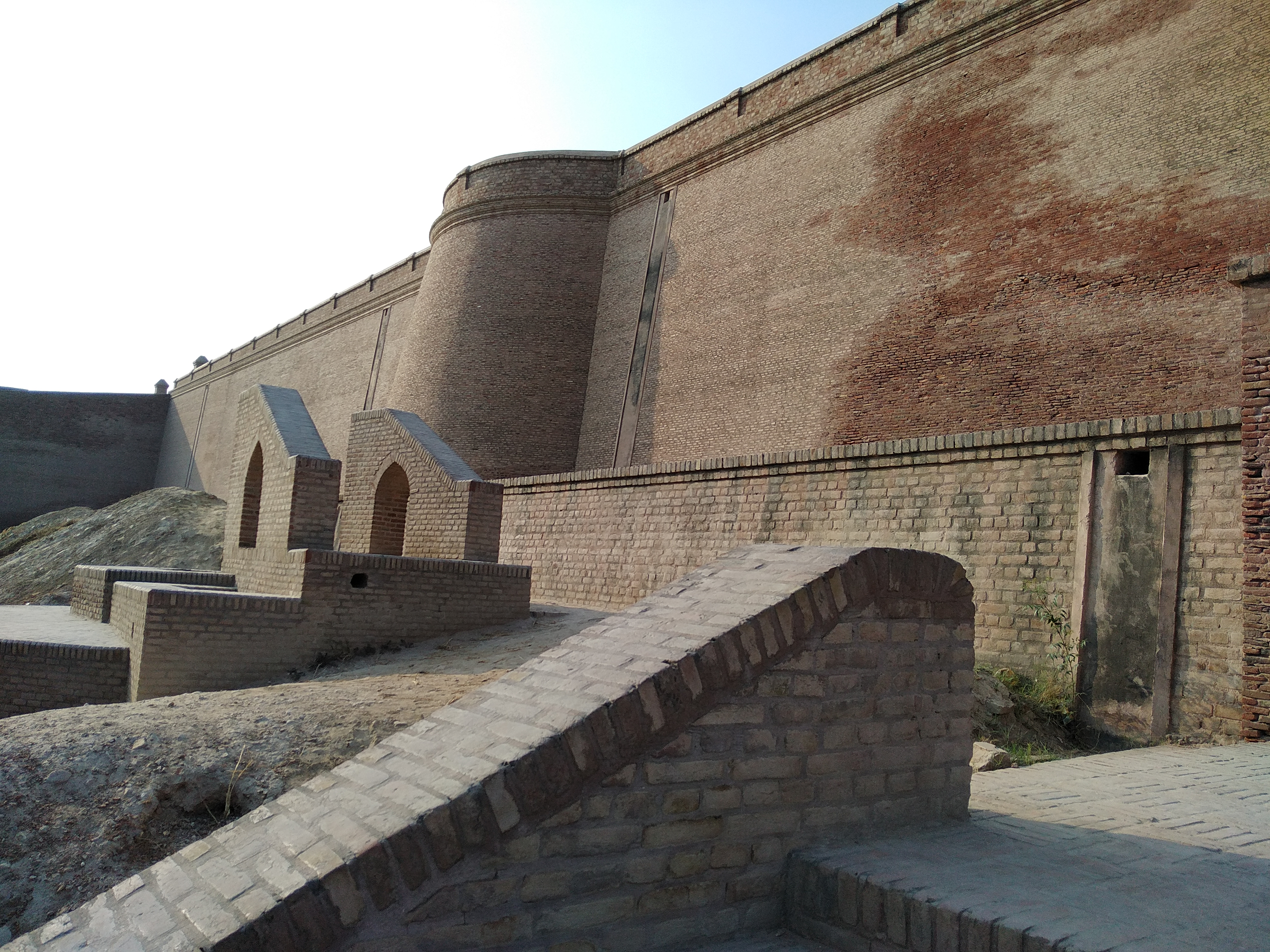
Das Fort von Bathinda

Der Distrikt Bathinda (Panjabi ਬਠਿੰਡਾ ਜ਼ਿਲ੍ਹਾ) ist ein Distrikt im nordindischen Bundesstaat Punjab. Verwaltungssitz ist die Stadt Bathinda.

## Geschichte
Der Bezirk Bathinda entstand 1948 mit der Gründung der Patiala and East Punjab States Union. Er hatte seinen Sitz in Faridkot, der 1952 nach Bathinda verlegt wurde.

## Bevölkerung
Die Einwohnerzahl liegt bei der Volkszählung bei 1.388.525. Die Bevölkerungswachstumsrate im Zeitraum von 2001 bis 2011 betrug 15,47 %. Der Distrikt hatte ein Geschlechterverhältnis von 922 Frauen pro 1000 Männer und damit einen für Indien typischen Männerüberschuss. Die Alphabetisierungsrate lab bei 76,27 %, eine Steigerung um knapp 6 Prozentpunkte gegenüber dem Jahr 2001. Die Alphabetisierung lag damit über dem nationalen Durchschnitt. Knapp 70,9 % der Bevölkerung waren Sikhs, 27,4 % Hindus, 1,2 % Muslime, 0,2 % Christen, 0,1 % Jainas und 0,2 % gaben keine Religionszugehörigkeit an.
Knapp 36 % der Bevölkerung lebten in Städten. Die größte Stadt war Bathinda mit 285.788 Einwohnern.

## Wirtschaft
Bathinda ist ein Teil des Baumwollgürtel von Punjab.